# Buenia
Buenia és un gènere de peixos de la família dels gòbids i de l'ordre dels perciformes.

## Taxonomia
- Buenia affinis (Iljin, 1930)[2][3]
- Buenia jeffreysii (Günther, 1867)[4][5][6][7][8][9][10]
- Buenia massutii (2017)[11]